# Klaus Firlei
Klaus Firlei (* 22. Jänner 1947 in Salzburg) ist ein ehemaliger österreichischer Politiker (SPÖ), Arbeits- und Sozialrechtler und Universitätsprofessor. Er war von 1989 bis 1999 Abgeordneter zum Salzburger Landtag.

## Ausbildung und Beruf
Firlei besuchte zwischen 1953 und 1957 die Volksschule im Salzburger Stadtteil Maxglan und absolvierte danach von 1957 bis 1965 das Bundesrealgymnasium in Salzburg-Lehen. Er legte 1965 die Matura mit Auszeichnung ab und leistete danach in den Jahren 1965 bis 1966 den Präsenzdienst ab. 1966 begann er ein Studium der Rechtswissenschaften und der Politikwissenschaft an der Universität Salzburg, das er 1971 mit dem akademischen Grad Dr. iur. abschloss. Firlei blieb in der Folge dem universitären Bereich treu und arbeitete zwischen 1971 und 1981 als Universitätsassistent am Institut für Arbeits- und Sozialrecht an der Universität Salzburg. Daneben war er als Lektor an den Universitäten Linz und Klagenfurt aktiv, des Weiteren war er zwischen 1973 und 1975 Lektor für Politische Wissenschaften (Politische Ökonomie) an der Universität Salzburg. 1981 habilitierte er sich, 1986 erfolgte seine Ernennung zum außerordentlichen Universitätsprofessor für Arbeits- und Sozialrecht an der Universität Salzburg. Firlei war von 1988 bis 1990 Leiter des Hochschullehrgangs für Rechtsinformatik und wurde 1998 Universitätsprofessor am Institut für Arbeitsrecht und Sozialrecht der Universität Salzburg. Er begann im Jahr 2000 als Vortragender am Universitätslehrgang Sozialmanagement, war Vortragender am Universitätslehrgang Migrationsmanagement und wirkte ab 2000 als Referent der Akademie für Recht und Steuern. Darüber hinaus wurde er 1995 Wissenschaftlicher Leiter der Firlei & Partner Projektmanagement - Trendforschung OEG.

## Politik und Funktionen
Firlei trat 1969 der SPÖ bei und war von 1967 bis 1971 ÖH-Mandatar des Verbandes Sozialistischer Studenten. Er war vom 13. September 1989 und vom 26. April 1999 Abgeordneter zum Salzburger Landtag und hatte von 1994 bis 1999 die Funktion des stellvertretenden Klubvorsitzenden des SPÖ-Landtagsklubs inne. Er war Mitglied der Europakommission der SPÖ, von 1999 bis 2005 Geschäftsführer der Salzburg Kommission und ab 1999 Präsident des Kuratoriums der Robert-Jungk-Bibliothek für Zukunftsfragen. 

## Auszeichnungen
- Silbernes Ehrenzeichen des Landes Salzburg (1999)